# Riley Smith
Riley Smith (Cedar Rapids, Estados Unidos, 12 de abril de 1978) es un actor y cantante estadounidense. Es mayormente reconocido por sus interpretaciones en televisión tales como personajes recurrentes en las series 24, Joan de Arcadia, 90210, True Blood y The Messengers, y personajes principales en las series de televisión Drive y Frequency.

## Biografía

### Primeros años
Riley Smith nació en la ciudad de Cedar Rapids, en Iowa, Estados Unidos, hijo de Russ y Roxanne Smith. Creció en un rancho, en la casa de sus padres, donde se convirtió en un excelente jinete; a los 16 años ganó el título del campeonato mundial American Quarter Horse Youth Association World Championship y sirvió en los siguientes años como Vicepresidente y Presidente de esta misma asociación.
Se graduó  de la Alburnett Junior-Senior High School en 1997, pero fue descubierto en Cedar Rapids por un cazatalentos y voló a Nueva York para competir en una convención de modelos y talentos llamada International Modeling and Talent Association (IMTA). Allí fue seleccionado para una campaña de modelaje de Tommy Hilfiger. Usó el dinero obtenido de este trabajo para pagarse las clases de actuación.

## Carrera

### Televisión
Poco después de empezar las clases de actuación y en medio de su carrera como modelo, Smith voló a Los Ángeles para hacer una prueba para el piloto de una serie llamada Minor Threat, el cual no prosperó, pero Smith no se detuvo y, unos años más tarde, trabajó en ocho pilotos, consiguió más de una docena de papeles como estrella invitada y actuó como personaje recurrente en la serie de CBS Joan de Arcadia, en 24 de Fox y en la serie Freaks and Geeks de la NBC.
Consiguió un papel principal en la serie de Fox Drive e interpretó a Dean Talon en la película de Disney Channel Motocrossed.
En 2008, Smith colaboró con La Academia del Cine y la Televisión para crear una serie educacional en línea para niños y jóvenes interesados en la industria del entretenimiento y apareció en un episodio de la serie Ghost Whisperer. También participó en siete episodios de la quinta temporada de 90210, interpretando a Riley Wallace.
En 2014, Smith interpret a Keith en la serie de HBO True Blood, y en 2015 a Markus Keen en la serie drama musical Nashville. Al año siguiente participó en la serie Frequency de como Frank Sullivan.

### Cine
Smith ha participado en películas como Eight Legged Freaks, Not Another Teen Movie, Me llaman Radio, New York Minute, Bring It On y Weapons.
Para la película New York Minute, tanto Jared Padalecki como Smith fueron escogidos personalmente por las estrellas de la película Mary-Kate y Ashley Olsen, y por su trabajo en Me llaman Radio recibió un CAMIE Award en 2005 junto a sus compañeros miembros de producción, como Cuba Gooding Jr., Ed Harris, Alfre Woodard y Sarah Drew.
Ha participado también como el interés romántico del personaje de Mary Elizabeth Winstead en la película Make It Happen.

### Música
Smith aprendió a tocar la guitarra para ocupar los tiempos muertos en los rodajes, y más tarde formó un grupo de música junto a Henri O’Connor llamado The Life of Riley, al que se acabarían uniendo Steve Dress y Jonah Dolan. Smith es el guitarrista y el líder del grupo. The Life of Riley ha actuado junto a muchas bandas alrededor de Los Ángeles, ha tocado en el Sundance Film Festival y ha hecho una gira por el Reino Unido. Ha publicado tres discos, el último en 2010 de sus actuaciones en directo.

## Filmografía

### Cine
| Año  | Título                          | Rol                | Notas |
| ---- | ------------------------------- | ------------------ | ----- |
| 1999 | Lovers Lane                     | Michael Lamson     |       |
| 2000 | Voodoo Academy                  | Christopher Sawyer |       |
| 2000 | Bring It On                     | Tim                |       |
| 2001 | Not Another Teen Movie          | Les                |       |
| 2002 | Eight Legged Freaks             | Randy              |       |
| 2002 | Full Ride                       | Matt Sabo          |       |
| 2003 | National Lampoon's Barely Legal | Jake               |       |
| 2003 | Me llaman Radio                 | Johnny Clay        |       |
| 2004 | New York Minute                 | Jim                |       |
| 2004 | The Plight of Clownana          | Riley              |       |
| 2007 | Weapons                         | Jason              |       |
| 2007 | White Air                       | Alexi              |       |
| 2007 | Graduation                      | Chaucer Boyle      |       |
| 2009 | Make It Happen                  | Russ               |       |
| 2010 | Minuteman                       | Lance Deakin       |       |
| 2012 | Gallowwalkers                   | Fabulos            |       |
| 2014 | Shirin in Love                  | William            |       |
| 2016 | Bleed                           | Eric               |       |

### Televisión
| Año       | Título                         | Rol               | Notas                                |
| --------- | ------------------------------ | ----------------- | ------------------------------------ |
| 1998      | One World                      | Riley             | 1 episodio                           |
| 1999      | Alien Arsenal                  | Chad              | Película para la televisión          |
| 1999      | 7th Heaven                     | Tyler             | 1 episodio                           |
| 2000      | Freaks and Geeks               | Todd Schellinger  | Rol recurrente, 5 episodios          |
| 2000      | Hang Time                      | Dave Carter       | 1 episodio                           |
| 2000      | Wild Grizzly                   | Josh Harding      | Película para la televisión          |
| 2000–2001 | Once and Again                 | Pace              | 2 episodios                          |
| 2001      | Chestnut Hill                  | Jamie Eastman     | Piloto para la televisión no lanzado |
| 2001      | Motocrossed                    | Dean Talon        | Película original de Disney Channel  |
| 2001      | Gideon's Crossing              | Derek Fitzhugh    | 3 episodios                          |
| 2001      | All About Us                   | Jeremy            | 1 episodio                           |
| 2002      | Eastwick                       | Dakota            | Piloto para la televisión no lanzado |
| 2002      | Raising Dad                    | Jared Ashby       | Rol recurrente, 9 episodios          |
| 2002      | Boston Public                  | Mark              | 1 episodio                           |
| 2003      | CSI: Miami                     | Jack              | 1 episodio                           |
| 2003      | Peacemakers                    | Eric Soper        | 1 episodio                           |
| 2003      | 24                             | Kyle Singer       | Rol recurrente, 6 episodios          |
| 2004      | Summerland                     | Tanner            | 2 episodios                          |
| 2004      | Hawaii                         | Sheldon           | 1 episodio                           |
| 2004–2005 | Joan de Arcadia                | Andy Baker        | Rol recurrente, 5 episodios          |
| 2005      | Spring Break Shark Attack      | Shane Jones       | Película para la televisión          |
| 2006      | The Way                        | Karl              | Piloto para la televisión no lanzado |
| 2007      | Drive                          | Rob Laird         | Rol principal, 6 episodios           |
| 2007      | CSI: Crime Scene Investigation | Jordan Rockwell   | 1 episodio                           |
| 2007      | Women's Murder Club            | Jamie Galvan      | 1 episodio                           |
| 2008      | Mentes criminales              | Ryan Phillips     | 1 episodio                           |
| 2008      | The Madness of Jane            | Dane              | Piloto para la televisión no lanzado |
| 2009      | Ghost Whisperer                | Sean Flannery     | 1 episodio                           |
| 2010      | Night and Day                  | Jim Pollard       | Piloto para la televisión no lanzado |
| 2010      | Leverage                       | Dr. Wes Abernathy | 1 episodio                           |
| 2011      | The Closer                     | Trey Gavin        | 1 episodio                           |
| 2011      | The Glades                     | Greg              | 1 episodio                           |
| 2011      | Cooper and Stone               | Danny Kovacs      | Piloto para la televisión no lanzado |
| 2012–2013 | 90210                          | Riley Wallace     | Rol recurrente, 7 episodios          |
| 2013      | Christmas in Conway            | Tommy Harris      | Película para la televisión          |
| 2014      | True Blood                     | Keith             | Rol recurrente, 5 episodios          |
| 2014      | Deliverance Creek              | Toby              | Película para la televisión          |
| 2014      | 10,000 Days                    | Sam Beck          | Película para la televisión          |
| 2015      | True Detective                 | Steve Mercier     | 2 episodios                          |
| 2015      | The Messengers                 | Mark Plowman      | Rol recurrente, 6 episodios          |
| 2015      | Nashville                      | Markus Keen       | Rol recurrente, 7 episodios          |
| 2016      | Urban Cowboy                   | Wes               | Piloto para la televisión no lanzado |
| 2016      | Frequency                      | Frank Sullivan    | Rol principal                        |
| 2018      | Life Sentence                  | Dr. Will Grant    | Rol recurrente                       |
| 2019      | Nancy Drew                     | Ryan Hudson       | Rol principal                        |

## Premios y nominaciones
- 2005: CAMIE Award por Me llaman Radio – Ganó[6]